# Championnat de Formule 3 FIA 2022
Navigation
2021 2023
Le Championnat de Formule 3 FIA 2022 est la quatrième saison du championnat de Formule 3 FIA, qui succède au GP3 Series et au championnat d'Europe de Formule 3. Comportant 18 courses réparties en 9 manches, il démarre le 18 mars à Sakhir et se termine le 11 septembre à Monza.

## Repères en début de saison

### Changement de régulation sportive
Le weekend de course retrouve un format similaire aux saisons d'avant 2021 avec une seule course le samedi, la grille étant toujours formée en inversant les douze meilleurs pilotes des qualifications, tandis que la course du dimanche débute dans l'ordre des qualifications.
Le format d'attribution des points est modifié. Les points de la pole position et du meilleur tour sont divisés par deux (la pole position passe ainsi à 2 points et le meilleur tour à 1 point). Lors de la course 1, le vainqueur marque 10 points, le deuxième 9 points et ainsi de suite jusqu'au dixième qui prend le dernier point en lice.

### Écuries
- Van Amersfoort Racing remplace HWA Racelab[3].

### Pilotes

#### Transferts
- Jonny Edgar quitte Carlin pour rejoindre Trident[4].
- Jak Crawford quitte Hitech Grand Prix pour rejoindre Prema Racing[5].
- László Tóth quitte Campos Racing pour rejoindre Charouz Racing System[6].
- Roman Staněk quitte Hitech Grand Prix pour rejoindre Trident[7].
- Aleksandr Smolyar quitte ART Grand Prix pour rejoindre MP Motorsport[a].
- Rafael Villagómez quitte HWA Racelab pour rejoindre Van Amersfoort Racing[8].
- Kaylen Frederick quitte Carlin pour rejoindre Hitech Grand Prix[9].
- Ido Cohen quitte Carlin pour rejoindre Jenzer Motorsport[10].
- Victor Martins quitte MP Motorsport pour rejoindre ART Grand Prix[11].
- Oliver Rasmussen quitte HWA Racelab pour rejoindre Trident[12].
- David Schumacher quitte Trident pour rejoindre Charouz Racing.
- Filip Ugran quitte Jenzer Motorsport pour rejoindre MP Motorsport.

#### Débutants
- Grégoire Saucy, champion en titre de Formule Régionale européenne, fait ses débuts chez ART Grand Prix[13].
- Oliver Bearman, champion en titre de Formule 4 ADAC, fait ses débuts chez Prema Racing[14].
- Zane Maloney, quatrième de Formule Régionale européenne, fait ses débuts chez Trident[15].
- Zak O'Sullivan, champion en titre de Formule 3 britannique, fait ses débuts chez Carlin[16].
- Isack Hadjar, cinquième de Formule Régionale européenne, fait ses débuts chez Hitech Grand Prix[17].
- Nazim Azman, quatrième de l'Euroformula Open, fait ses débuts chez Hitech Grand Prix[18].
- Josep María Martí, troisième de Formule 4 espagnole, fait ses débuts chez Campos Racing[19].
- Ayrton Simmons, deuxième de Formule 3 britannique et ayant participé au dernier meeting en 2021, fait ses débuts chez Charouz Racing[20].
- Franco Colapinto, sixième de Formule Régionale européenne, fait ses débuts chez Van Amersfoort Racing[21].
- Reece Ushijima, quatrième de Formule 3 britannique, fait ses débuts chez Van Amersfoort Racing[22].
- Enzo Trulli, septième de l'Euroformula Open, fait ses débuts avec Carlin[23].
- David Vidales, dixième de Formule Régionale européenne, fait ses débuts chez Campos Racing[24].
- William Alatalo, onzième de Formule Régionale européenne, fait ses débuts chez Jenzer Motorsport[25].
- Kush Maini, onzième de Formule Régionale asiatique, fait ses débuts chez MP Motorsport[26].
- Hunter Yeany, douzième de Formule Régionale américaine et ayant participé à deux meetings en 2021, fait ses débuts chez Campos Racing[27].
- Brad Benavides, treizième de l'Euroformula Open, fait ses débuts chez Carlin[28].
- Francesco Pizzi, vingtième de Formule Régionale européenne, fait ses débuts chez Charouz Racing[29]

#### Retours
- Federico Malvestiti, trentième du championnat en 2020, fait son retour dans le championnat chez Jenzer Motorsport[30].
- Lirim Zendeli, huitième du championnat en 2020, fait son retour dans le championnat chez Charouz Racing.

#### Départs
- Dennis Hauger, champion en titre, part en Formule 2 où il courra pour la même équipe qu'en Formule 3 FIA : Prema Racing.
- Jack Doohan, deuxième du championnat, part en Formule 2 où il courra pour Virtuosi Racing.
- Clément Novalak, troisième du championnat, part en Formule 2 où il courra pour MP Motorsport.
- Frederik Vesti, quatrième du championnat, part en Formule 2 où il courra pour la même équipe qu'en Formule 3 FIA : ART Grand Prix.
- Logan Sargeant, septième du championnat, part en Formule 2 où il courra pour Carlin.
- Olli Caldwell, huitième du championnat, part en Formule 2 où il courra pour Campos Racing.
- Ayumu Iwasa, douzième du championnat, part en Formule 2 où il courra pour DAMS.
- Lorenzo Colombo, quinzième du championnat, part en LMP2 où il courra pour Prema.
- Enzo Fittipaldi, dix-septième du championnat, part en Formule 2 où il courra pour Charouz Racing.
- Calan Williams, dix-neuvième du championnat, part en Formule 2 où il courra pour Trident.
- Amaury Cordeel, vingt-troisième du championnat, part en Formule 2 où il courra pour Van Amersfoort Racing.
- Tijmen van der Helm, vingt-huitième du championnat, part en LMP2 où il courra pour ARC Bratislava.

## Écuries et pilotes
Toutes les écuries disposent de châssis Dallara F3/19 équipés de moteurs Mecachrome V6 et chaussés de pneumatiques Pirelli.
| Équipe                | N° | Pilote              | Manches  |
| --------------------- | -- | ------------------- | -------- |
| Trident               | 1  | Jonny Edgar         | 1, 4-9   |
| Trident               | 1  | Oliver Rasmussen    | 2-3      |
| Trident               | 2  | Roman Staněk        | Toutes   |
| Trident               | 3  | Zane Maloney        | Toutes   |
| Prema Racing          | 4  | Arthur Leclerc      | Toutes   |
| Prema Racing          | 5  | Jak Crawford        | Toutes   |
| Prema Racing          | 6  | Oliver Bearman      | Toutes   |
| ART Grand Prix        | 7  | Victor Martins      | Toutes   |
| ART Grand Prix        | 8  | Grégoire Saucy      | Toutes   |
| ART Grand Prix        | 9  | Juan Manuel Correa  | 1, 3-9   |
| MP Motorsport         | 10 | Caio Collet         | Toutes   |
| MP Motorsport         | 11 | Aleksandr Smolyar   | 1-3, 5-9 |
| MP Motorsport         | 11 | Filip Ugran         | 4        |
| MP Motorsport         | 12 | Kush Maini          | Toutes   |
| Charouz Racing        | 14 | László Tóth         | Toutes   |
| Charouz Racing        | 15 | Ayrton Simmons      | 1        |
| Charouz Racing        | 15 | David Schumacher    | 2, 8     |
| Charouz Racing        | 15 | Lirim Zendeli       | 3        |
| Charouz Racing        | 15 | Zdeněk Chovanec     | 4-5      |
| Charouz Racing        | 15 | Christian Mansell   | 6-7      |
| Charouz Racing        | 15 | Alessandro Famularo | 9        |
| Charouz Racing        | 16 | Francesco Pizzi     | Toutes   |
| Hitech Grand Prix     | 17 | Kaylen Frederick    | Toutes   |
| Hitech Grand Prix     | 18 | Isack Hadjar        | Toutes   |
| Hitech Grand Prix     | 19 | Nazim Azman         | Toutes   |
| Campos Racing         | 20 | David Vidales       | Toutes   |
| Campos Racing         | 21 | Hunter Yeany        | 1-5, 9   |
| Campos Racing         | 21 | Oliver Goethe       | 6-7      |
| Campos Racing         | 21 | Sebastián Montoya   | 8        |
| Campos Racing         | 22 | Pepe Martí          | Toutes   |
| Jenzer Motorsport     | 23 | Ido Cohen           | Toutes   |
| Jenzer Motorsport     | 24 | Niko Kari           | 1        |
| Jenzer Motorsport     | 24 | Federico Malvestiti | 2-9      |
| Jenzer Motorsport     | 25 | William Alatalo     | Toutes   |
| Carlin Racing         | 26 | Zak O’Sullivan      | Toutes   |
| Carlin Racing         | 27 | Brad Benavides      | 1-3      |
| Carlin Racing         | 27 | Brad Benavides      | 4-9      |
| Carlin Racing         | 28 | Enzo Trulli         | Toutes   |
| Van Amersfoort Racing | 29 | Franco Colapinto    | Toutes   |
| Van Amersfoort Racing | 30 | Rafael Villagómez   | Toutes   |
| Van Amersfoort Racing | 31 | Reece Ushijima      | Toutes   |

## Résultats des tests de pré-saison
| Date     | Lieu               | Circuit              | Pilote le plus rapide | Équipe            | Tour le plus rapide |
| -------- | ------------------ | -------------------- | --------------------- | ----------------- | ------------------- |
| 2 mars   | Sakhir, Bahreïn    | Circuit de Sakhir    | Zane Maloney          | Trident           | 1 min 47 s 614      |
| 3 mars   | Sakhir, Bahreïn    | Circuit de Sakhir    | Isack Hadjar          | Hitech Grand Prix | 1 min 47 s 516      |
| 4 mars   | Sakhir, Bahreïn    | Circuit de Sakhir    | Isack Hadjar          | Hitech Grand Prix | 1 min 47 s 247      |
| 5 avril  | Jerez, Espagne     | Circuit de Jerez     | Oliver Bearman        | Prema Racing      | 1 min 33 s 009      |
| 6 avril  | Jerez, Espagne     | Circuit de Jerez     | Arthur Leclerc        | Prema Racing      | 1 min 29 s 366      |
| 15 avril | Barcelone, Espagne | Circuit de Barcelone | Grégoire Saucy        | ART Grand Prix    | 1 min 32 s 247      |
| 16 avril | Barcelone, Espagne | Circuit de Barcelone | Caio Collet           | MP Motorsport     | 1 min 31 s 507      |

## Calendrier
| no | Date           | Grand Prix                    | Lieu              |
| -- | -------------- | ----------------------------- | ----------------- |
| 1  | 18-20 mars     | Grand Prix de Bahreïn         | Sakhir            |
| 2  | 22-24 avril    | Grand Prix d'Émilie-Romagne   | Imola             |
| 3  | 20-22 mai      | Grand Prix d'Espagne          | Barcelone         |
| 4  | 1er-3 juillet  | Grand Prix de Grande-Bretagne | Silverstone       |
| 5  | 8-10 juillet   | Grand Prix d'Autriche         | Red Bull Ring     |
| 6  | 29-31 juillet  | Grand Prix de Hongrie         | Hungaroring       |
| 7  | 26-28 août     | Grand Prix de Belgique        | Spa-Francorchamps |
| 8  | 2-4 septembre  | Grand Prix des Pays-Bas       | Zandvoort         |
| 9  | 9-11 septembre | Grand Prix d'Italie           | Monza             |

## Résultats
| Manche | Manche | Circuit           | Pole position     | Meilleur tour     | Pilote vainqueur  | Écurie gagnante       |
| ------ | ------ | ----------------- | ----------------- | ----------------- | ----------------- | --------------------- |
| 1      | S      | Sakhir            |                   | Zane Maloney      | Isack Hadjar      | Hitech Grand Prix     |
| 1      | C      | Sakhir            | Franco Colapinto  | Roman Staněk      | Victor Martins    | ART Grand Prix        |
| 2      | S      | Imola             |                   | Oliver Bearman    | Franco Colapinto  | Van Amersfoort Racing |
| 2      | C      | Imola             | Zane Maloney      | Roman Staněk      | Roman Staněk      | Trident               |
| 3      | S      | Barcelone         |                   | Jak Crawford      | David Vidales     | Campos Racing         |
| 3      | C      | Barcelone         | Roman Staněk      | Victor Martins    | Victor Martins    | ART Grand Prix        |
| 4      | S      | Silverstone       |                   | Isack Hadjar      | Isack Hadjar      | Hitech Grand Prix     |
| 4      | C      | Silverstone       | Zak O’Sullivan    | Jak Crawford      | Arthur Leclerc    | Prema Racing          |
| 5      | S      | Red Bull Ring     |                   | Arthur Leclerc    | Jak Crawford      | Prema Racing          |
| 5      | C      | Red Bull Ring     | Isack Hadjar      | Isack Hadjar      | Isack Hadjar      | Hitech Grand Prix     |
| 6      | S      | Hungaroring       |                   | Caio Collet       | Caio Collet       | MP Motorsport         |
| 6      | C      | Hungaroring       | Aleksandr Smolyar | Zak O’Sullivan    | Aleksandr Smolyar | MP Motorsport         |
| 7      | S      | Spa-Francorchamps |                   | Jonny Edgar       | Oliver Bearman    | Prema Racing          |
| 7      | C      | Spa-Francorchamps | Caio Collet       | Zane Maloney      | Zane Maloney      | Trident               |
| 8      | S      | Zandvoort         |                   | Caio Collet       | Caio Collet       | MP Motorsport         |
| 8      | C      | Zandvoort         | Zane Maloney      | Zane Maloney      | Zane Maloney      | Trident               |
| 9      | S      | Monza             |                   | Aleksandr Smolyar | Franco Colapinto  | Van Amersfoort Racing |
| 9      | C      | Monza             | Aleksandr Smolyar | Jonny Edgar       | Zane Maloney      | Trident               |

## Classements

### Système de points
Les points des 2 courses sont attribués aux 10 premiers pilotes classés. La pole position de la course principale rapporte 2 points, et dans chaque course, 1 point est attribué pour le meilleur tour en course réalisé par un pilote finissant dans le top 10. Ce système d'attribution des points est utilisé pour chaque manche du championnat.
Les qualifications déterminent l'ordre de départ de la course principale (course 2). L'ordre de départ de la course 1 est déterminé selon l'ordre des qualifications avec les douze premiers pilotes inversés.
Course principale (course 2) :
| Position | 1er | 2e | 3e | 4e | 5e | 6e | 7e | 8e | 9e | 10e | Pole | MT |
| Points   | 25  | 18 | 15 | 12 | 10 | 8  | 6  | 4  | 2  | 1   | 2    | 1  |

Course sprint (course 1) :
| Position | 1er | 2e | 3e | 4e | 5e | 6e | 7e | 8e | 9e | 10e | MT |
| Points   | 10  | 9  | 8  | 7  | 6  | 5  | 4  | 3  | 2  | 1   | 1  |